# Mañas
Mañas és un vilatge gallec despoblat des del 2015 que forma part de la parròquia de Calvos de Sobrecamino, al municipi d'Arzúa, a la província de la Corunya.

## Demografia
| Gràfica d'evolució demogràfica de Mañas entre 2000 i 2018 |
|                                                           |